# Џаму и Кашмир
Џаму и Кашмир је била држава у саставу Индије од 1954. до 2019. године. У географском смислу, ово подручје је део шире регије Кашмир. Главни градови државе су били Џаму и Сринагар. У октобру 2019. је држава подељена на две административне територије, на истоку је издвојена територија Ладак, а западни део је задржао назив Џаму и Кашмир с тим да је статус промењен такође у административну територију.

## Демографија
За разлику од већег дела Индије у којем доминира Хинду религија, већина становништва државе Џаму и Кашмир су муслимани.